# ГЕС Беренбург
ГЕС Беренбург (нім. Bärenburg) — гідроелектростанція на сході Швейцарії. Становить середній ступінь у гідровузлі, створеному в верхній частині сточища річки Задній Рейн (права твірна Альпійського Рейну).
В процесі спорудження гідровузла на Задньому Рейні, який стікає з північно-східної частини хребта Лепонтинські Альпи, створили водосховище Зуферс об'ємом 21,4 млн м3 (корисний об'єм 17,5 млн м3). Для цього звели бетонну аркову греблю висотою 58 метрів, довжиною 125 метрів, шириною від 3 (по гребеню) до 8 метрів, на яку витратили 22 тис. м3 матеріалу. Окрім прямого стоку, сюди находить вода, відпрацьована на верхньому ступені — ГЕС Феррера. Водосховище останньої створене в басейні річки Аверзеррайн (права притока  Заднього Рейну), яка дренує північну частину гірського хребта Обергальбштайн. Можливо також відзначити, що при роботі станції Феррера в режимі гідроакумуляції сховище Зуферс виконує роль нижнього резервуара.
Від водосховища до машинного залу, розташованого в долині Заднього Рейну дещо нижче місця впадіння Аверзеррайну, веде головний дериваційний тунель, який забезпечує максимальний напір у 321 метр. По дорозі до нього приєднується водозбірний тунель, що подає додатковий ресурс із річки Фундігн (ліва притока Заднього Рейну) та її притоки Фальчиль. Зал обладнано чотирма турбінами типу Френсіс загальною потужністю 220 МВт.
Відпрацьована вода відводиться до нижнього балансуючого резервуару об'ємом 1,4 млн м3, створеного на Задньому Рейні за допомогою бетонної гравітаційної греблі Беренбург висотою 64 метри та довжиною 110 метрів, яка при товщині по підошві 41 метр потребувала 55 тис. м3 матеріалу. Особливістю цієї споруди є розміщення на ній трансформаторного обладнання станції. З балансуючого резервуару вода спрямовується на нижній ступінь гідровузла — ГЕС Зілс.